# Karl Gustafsson
Karl Johan Gustafsson (* 16. September 1888 in Köping; † 20. Februar 1960 ebenda) war ein schwedischer Fußballspieler.

## Laufbahn
Gustafsson spielte in Schweden für IFK Köping, Köpings IS und Djurgårdens IF, mit der er mehrmals schwedischer Meister wurde. 1913 spielt er als Amateurspieler kurzzeitig für Leicester City.
Zudem war Gustafsson 32 Mal schwedischer Nationalspieler und erzielte dabei 22 Tore. Am 12. Juli 1908 schoss er in der 14. Minute das erste Tor in der Geschichte für Schweden, in der 5. Minute hatte er bereits einen Elfmeter verschossen. Beim ersten Länderspiel des Verbandes wurde Norwegen mit 11:3 besiegt.
Gustafsson nahm an den Olympischen Sommerspielen 1908, 1912, 1920 und 1924 teil. Größter Erfolg war der Gewinn der Bronzemedaille in Paris 1924.